# Чарльз Невуче
Чарльз Ннаемака Невуче (англ. Charles Nnaemeka Newuche, 14 березня 1985, Оверрі, Нігерія) — нігерійський футболіст, нападник мальтійського клубу «Сідживі». Виступав за молодіжну збірну Нігерії (U-20).

## Клубна кар'єра

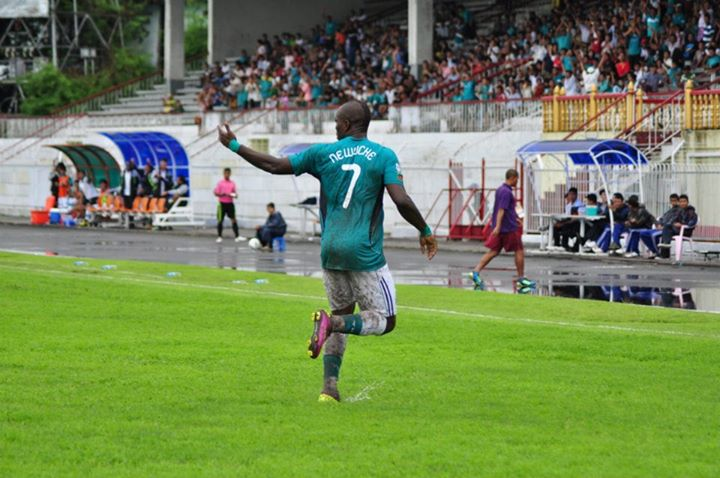
Чарльз Невуче

Почав займатися футболом на батьківщині в Нігерії. Виступав за клуби: «Брайт Стар», «Ферст Банк». Пізніше грав за ізраїльські команди: «Хапоель» (Цафірім) і «Маккабі» (Беєр-Шева). У 2007 році перейшов у «Лобі Старс».
У лютому 2008 року перейшов до ужгородського «Закарпаття», Невуче став найкращим бомбардиром «Закарпаття» в міжсезоння. Також була інформація, що свій новий клуб Чарльз знайшов по інтернету, але пізніше сам гравець відкинув цю інформацію. У чемпіонаті України дебютував 15 березня 2008 року в матчі «Чорноморець» - «Закарпаття» (3:1). За підсумком сезону 2007/08 років «Закарпаття» покинуло Вищу лігу. У сезоні 2008/09 років Невуче зайняв другий рядок у списку бомбардирів Першої ліги, забивши шістнадцять м'ячів і допоміг «Закарпаттю» повернутися в еліту українського футболу. Всього за «Закарпаття» в чемпіонатах України провів 92 матчі і забив 26 м'ячів.
У травні 2012 року з'явилася інформація про те, що Невуче підписав контракт з «Янгон Юнайтед», який виступав у чемпіонаті М'янми. У новій команді взяв собі 7-ий номер. У 2013 році перейшов у клуб «Тирасполь». У 2014 році був гравцем грузинської «Колхеті-1913». У на початку 2015 року підписав контракт з мальтійської командою «П'єта Готспурс». У вересні 2015 року стало гравцем клубу «Вітторіоза Старс», який виступав у Першій лізі Мальти. З січня 2016 року був гравцем «Сідживі» з другої ліги чемпіонату Мальти.

## Досягнення
- Перша ліга чемпіонату України
  -  Чемпіон (1): 2008/09

- Національний дивізіон Молдови
  -  Срібний призер (1): 2012/13

- Кубок Молдови
  -  Володар (1): 2012/13

## Особисте життя
Одружений.